# Wapenveld
Wapenveld est un village situé dans la commune néerlandaise de Heerde, dans la province de Gueldre. Le 1er janvier 2004, le village comptait 6 080 habitants.

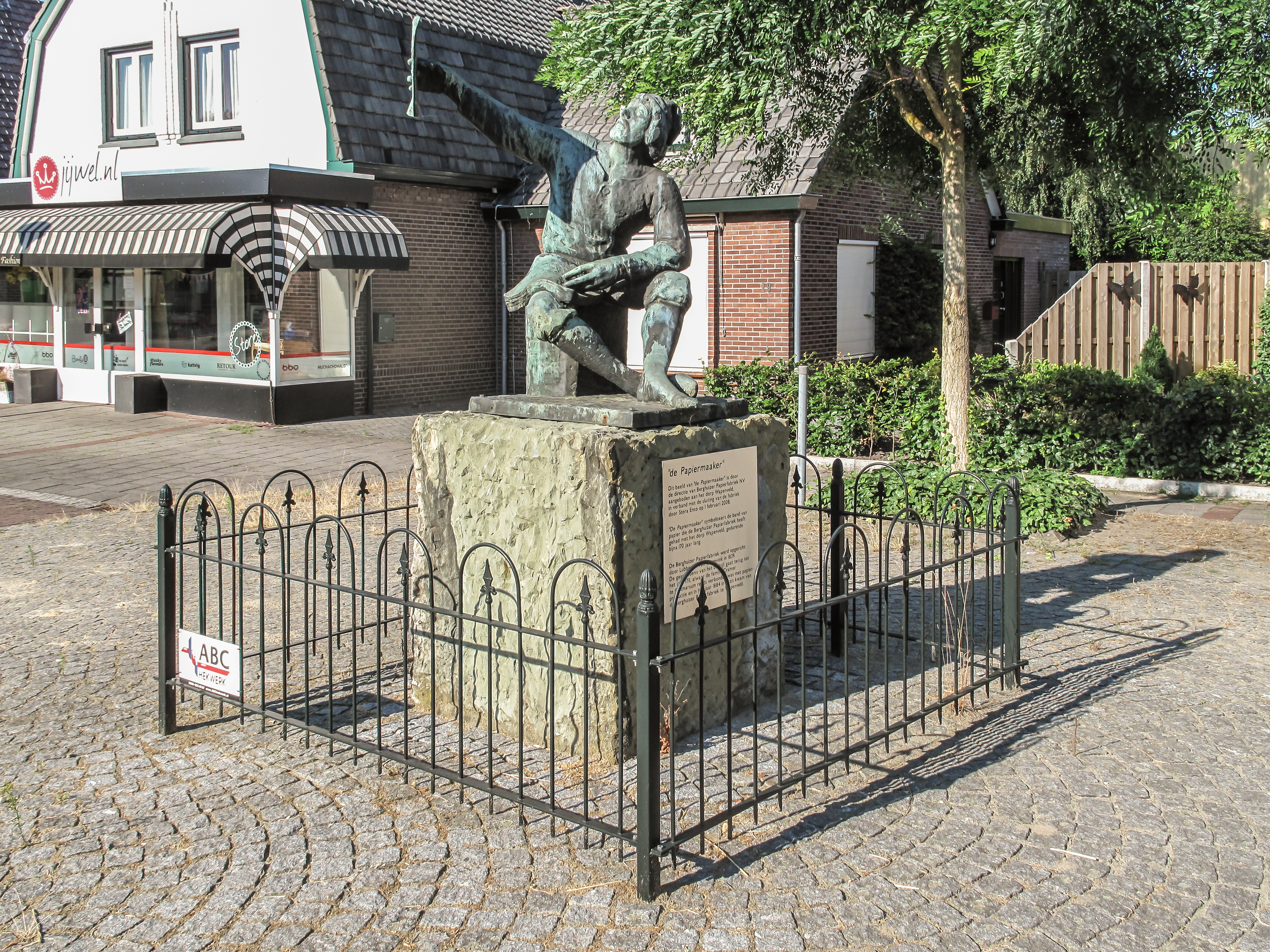
Sculpture: de Papiermaker van Berghuizer Papierfabriek

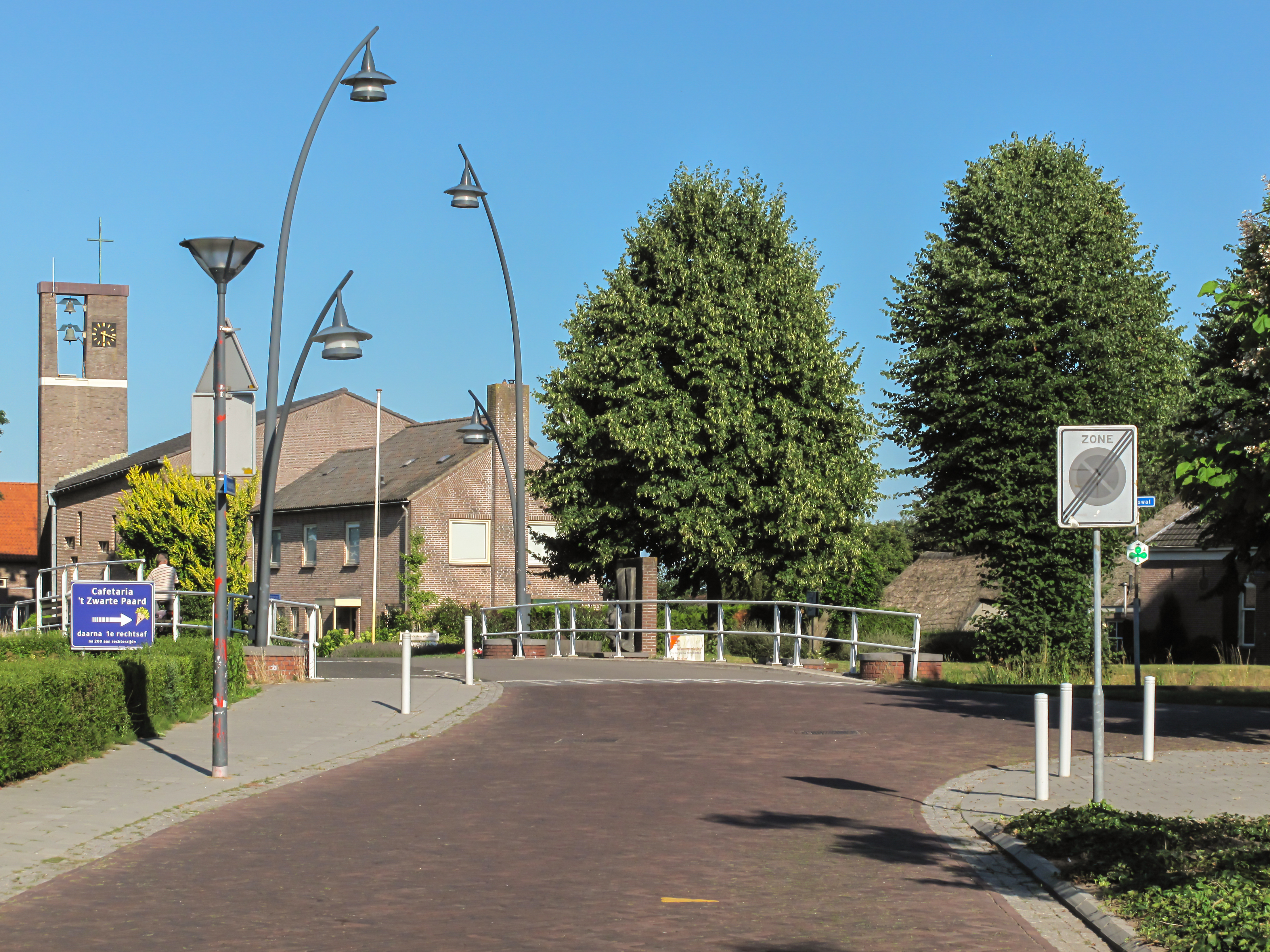
Vue dans la rue: de Kerkstraat